# Camila Queiroz
Camila Tavares de Queiroz (Ribeirão Preto, 27 de junio de 1993) es una actriz y modelo brasileña. Ella es bastante conocida por su papel como Angel / Arlete Brito Gomes en la premiada serie Verdades secretas (2015), donde ganó innumerables premios por su actuación.

## Biografía
Camila nació en Ribeirão Preto, ciudad de San Pablo, Brasil. De una familia humilde, su madre es manicurista y su padre es carpintero. Camila tiene dos hermanas (Caroline y Melina Queiroz), siendo la hija del medio.
El 16 de junio de 2018, Queiroz y su prometido Klebber Toledo se casaron en una ceremonia civil en São Paulo.

## Carrera

### 2007-2014: carrera de modelo
Cuando Camila tenía 14 años, vivió sola en San Pablo, tras vencer el concurso Pernambucanas Faces en la fase nacional y firmó contrato con Ford Models. A la edad de 16 años, ella estaba viviendo en Japón contratada por una agencia local. A los 18 años, se mudó a Nueva York continuando su carrera de modelo, donde participó en campañas internacionales como la marca Armani Exchange.

### 2015
Queiroz vivió en Estados Unidos por tres años. Cuando tenía la edad de veintiún años fue invitada a hacer una audición para una telenovela de Walcyr Carrasco, Verdades Secretas. Ella fue escalada como Arlete (Angel), una joven ingenua que tiene el sueño de ser una modelo rica y exitosa, pero acaba trabajando como una prostituta de alta clase. Siendo su debut como actriz, ella recibió elogios de espectadores y críticos y ganó varios premios por su actuación como protagonista de la serie. También se estrenó como presentadora del especial de fin de año, Festeja Brasil, al lado de Márcio García.
En 2016 volvió a trabajar con Carrasco, en la telenovela Êta Mundo Bom!, tocando a la ingenua Mafalda. Donde vivió un cuadrado de amor con Klebber Toledo, Anderson Di Rizzi y Juliane Araújo. En 2017, ella protagonizó Pega Pega, una comedia romántica de Claudia Souto.

## Filmografía

### Televisión
| Año              | Título                    | Personaje                         | Notas                  |
| ---------------- | ------------------------- | --------------------------------- | ---------------------- |
| 2015             | Verdades Secretas         | Arlete Brito Gomes (Angel)        |                        |
| 2015             | Caldeirão de Ouro         | Presentadora                      | Especial de fin de año |
| 2015-16          | Festeja Brasil            | Presentadora                      | Especial de fin de año |
| 2016             | Êta Mundo Bom!            | Mafalda Pereira Torres            |                        |
| 2017             | Rock Story                | Luiza Guimarães                   |                        |
| 2017-18          | Pega Pega                 | Luiza Guimarães                   |                        |
| 2019             | Verão 90                  | Vanessa Dias                      |                        |
| 2021-actualmente | Casamento às Cegas Brasil | Presentadora                      |                        |
| 2021             | Verdades Secretas II      | Arlete Brito Gomes (Angel)        | Protagonista           |
| 2022-actualmente | De Vuelta a Los 15        | Anita                             |                        |
| 2025             | Belleza fatal             | Sofía Fernandes / Júlia Guimarães |                        |

### Cine
| Año  | Título               | Personaje | Notas        |
| ---- | -------------------- | --------- | ------------ |
| 2022 | Procura-se um Marido | Alicia    | Original Max |

### Videos musicales
| Año  | Canción        | Artista       |
| ---- | -------------- | ------------- |
| 2016 | "Ela Vai Além" | Nego do Borel |